# Costel Rădulescu
Constantin Rădulescu dit Costel Rădulescu (né le 5 octobre 1896 à Kolozsvár et mort le 31 décembre 1981) est un soldat de la Première Guerre mondiale, un entraîneur de football, un arbitre et un bobeur roumain.

## Biographie
Costel Rădulescu officia dans l'armée roumaine lors de la Première Guerre mondiale, en tant qu'officier, et était au front lors de la bataille de Mărăști (22 juillet au 1er août 1917) où les tranchées roumaines résistent aux assauts austro-allemands. Il fut même blessé au bras droit lors de la guerre.
Il fut brièvement joueur entre 1919 et 1923, au poste de gardien de but, dans deux clubs (SC Olympia București et Tricolor București).
Il fut aussi arbitre de football, tant au niveau national qu'au niveau international en tant qu'arbitre FIFA jusqu'en 1943.
Il fut le sélectionneur national de la Roumanie entre 1923 et 1938, participant à trois coupes du monde (1930, 1934 et 1938), où la Roumanie fut éliminée au premier tour. Il remporta trois coupes des Balkans. Il fut l'entraîneur du CFR Cluj.
Il fit les JO 1936 en Bobsleigh, dans la catégorie « bob à deux hommes » en compagnie d'Alexandru Frimu, terminant 15e du classement (5 min 56 s 01), et ne finit pas la compétition en « bob à quatre hommes ».
En son honneur, le stade de Cluj-Napoca fut nommé Stade Dr. Constantin Rădulescu.

## Clubs

### En tant que joueur
- 1919-? :  SC Olympia București
- ?-1923 :  Tricolor București

### En tant qu'entraîneur
- 1923, 1928-1934, 1935-1938 :  Roumanie
- ?-? : CFR Cluj

## Palmarès
- Coupe des Balkans des nations
  - Vainqueur en 1929/1931, en 1933 et en 1936